# Hans Tausen
Hans Tausen (1494 - 11 de novembro de 1561) foi a figura mais proeminente na divulgação da reforma protestante na Dinamarca. Foi o primeiro a traduzir o Pentateuco para o dinamarquês.

## Biografia
Nasceu em Birkende, em Funen em 1494. Um jovem inteligente, ele escapou ao destino de agricultor bem cedo, acabando por se estabelecer como frade no convento Joanita de Antvorskov, perto de Slagelse. Após os seus estudos em Rostock, onde também ensinou por algum tempo, e depois de ter estado também em Copenhaga, ele foi enviado de novo ao estrangeiro pelo seu prior no convento, visitando, entre outros lugares, a recentemente fundada Universidade de Leiden e fazendo o conhecimento de humanistas holandeses. Ele era já um bom linguista, dominando o Latim e o Hebreu. Subsequentemente ele traduziu os livros de Moisés a partir do original.
Em Maio de 1523 Tausen foi para Wittenberg, onde estudou por um ano e meio, até que foi chamado a Antvorskov.
Em consequência das suas pregações das doutrinas de Martinho Lutero, ele foi primeiramente imprisionado nas masmorras de Antvorskov e depois transferido, na primavera de 1525 para o mosteiro Franciscano de Viborg, na Jutlândia, onde ele pregou desde a sua prisão às pessoas reunidas lá fora, até que o prior, que ele acabou por convencer das suas ideias, lhe permitiu usar o púlpito da igreja do priorado.
Em Viborg, as sementes de Tausen caíram em solo fértil. Vários jovens da cidade tinham estudado em Wittenberg, e os burgeses (os homens da cidade), no seu zelo luterano, tinham expelido o seu jovem bispo Jørgen Friis.
As pregações de Tausen eram tão revolucionárias que em breve ele já não se sentia seguro entre os Franciscanos. Por isso, muito arrojadamente, ele desfez-se do seu traje monástico e colocou-se sob a protecção dos burgueses (habitantes do burgo, ou seja, da cidade, e logo livres e não lavradores sob o jugo feudal) de Viborg.
Inicialmente ele pregou na igreja da paróquia de São João, mas em breve ele ganhou ainda mais atenção endereçando as suas pregações às pessoas do mercado a partir da igreja da cidade. Quando os Franciscanos recusaram-lhe que pregasse na sua grande igreja, a multidão forçou a entrada. Foi então negociado um compromisso, pelo qual os frades pregariam de manhã e Tausen de tarde.
O bispo, muito naturalmente averso a estes procedimentos altivos, enviou homens armados para prender Tausen na Igreja, mas os burgueses, que também tinham armas, rechaçaram os "namorados do bispo".
Em Outubro de 1526, o Rei Frederico I da Dinamarca, durante a sua visita a Aalborg, tomou Hans Tausen sob a sua proteção, nomeou-o um dos seus capelões, e encarregou-o de continuar por um tempo a "pregar o santo Evangelho" aos cidadãos de Viborg, os quais ficariam responsáveis pela sua segurança. Desta forma, ele identificou-se com as novas doutrinas, em conflito com a sua jura de coroação.
Em Jørgen Viberg, melhor conhecido como Sadolin, Tausen encontrou um colega diligente, com cuja irmã, Doroteia, ele casou, para grande escândalo dos católicos. Tausen foi o primeiro padre dinamarquês a casar-se abertamente. Ele foi também o primeiro dos reformadores a usar a língua dinamarquesa, em vez do Latim, na missa. A cantiga Even (even song?) que ele introduziu em Viborg era muito bela.
Tausen era seguramente o mais bem dotado de todos os professores nativos. Mas ele era mais forte como pregador e como agitador do que como escritor. Os seus panfletos, que ele imprimia na imprensa do seu colega e ex-padre Hans Vingaard, que se instalou em Viborg como impressor, não eram mais do que pequenas adaptações de Lutero. Ele continuou a pregar na igreja dos Franciscanos, enquanto que Sadolin, quem ele agora "consagrou" como padre, exercia agora na Igreja dos Dominicanos, que já tinham fugido da cidade.
Em 1529, a "missão" de Tausen em Viborg chegou ao fim. O rei Frederico chamou-o a Copenhaga, onde deveria pregar a sua doutrina na Igreja de S. Nicolau, onde ele encontrou um feroz oponente no Bispo Rønne.
Seguiram-se várias peripécias e em certa altura os protestantes entram em conflito, insultando bispos e padres nas ruas e provocando distúrbios em igrejas católicas. Uma Herredag, ou Assembleia de Nobres, foi organizada em Copenhaga a 2 de Julho de 1530, aparentemente para mediar entre as duas confissões em conflito, mas o rei, por política e a nobreza, cobiçando as propriedades dos prelados, não fizeram qualquer tentativa de conter os protestantes, abertamente encorajados por Tausen.
Por outro lado, os pregadores não conseguiram obter a anulação da Trégua de Odense de 1527, que os tinha submetido à jurisdição espiritual dos prelados.
À morte do Rei Frederico, Tausen, no Herredag de 1533, a pedido de Rønne, foi julgado por blasfémia e condenado à expulsão da diocese de Sjælland, após o que a multidão levantou armas contra o bispo, que teria sido morto, não fosse a intervenção corajosa de Tausen, que o levou a casa em segurança. De seguida, Ronne, na sua gratidão, permitiu a Tausen pregar em todas as suas igrejas com a condição de ser moderado no tom.
Em 1542, com a Reforma Protestante triunfando finalmente, Tausen foi nomeado bispo de Ribe, um cargo que ele manteve com grande zelo e fidelidade por 20 anos.
Ver Suhr, Tausens Levnet (Ribe, 1836); Danmarks Riges Historie, vol. III (Copenhagen, 1897-1905).

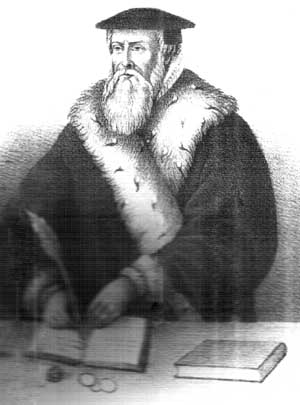
Hans Tausen